# Канаудж
 Тази статия е за града в Индия.  За окръга вижте Канаудж (окръг).  
Канаудж (на хинди: कन्नौज) е град в северна Индия, административен център на окръг Канаудж в щата Утар Прадеш. Населението му е около 72 000 души (2011).
Разположен е на 131 метра надморска височина в Индо-Гангската равнина, на десния бряг на река Ганг и на 77 километра северозападно от Канпур. През VII век градът е столица на владетеля Харша.